# Acoblament Stille
L'acoblament Stille és una reacció d'acoblament química amb derivats orgànics d'estany. La reacció de Stille implica un procés de transmetal·lació, consistent en la transferència d'un grup orgànic R unit a un àtom d'estany cap a un catalitzador de pal·ladi, sobre el qual es produeix l'acoblament amb un altre grup R' que estava coordinat sobre el Pd. Aquesta és la reacció d'acoblament catalític més emprada en l'actualitat.
Tot substrat que pateix l'addició oxidant sobre Pd0 pot, en principi, acoblar-se amb qualsevol grup transferible a partir d'un derivat d'estany. L'acoblament de Stille constitueix l'exemple més aplicat en síntesi orgànica. És una reacció molt eficaç que permet l'acoblament d'un grup vinil o d'un alquilestany amb un iodur d'alquè o bé un iodur d'arè, essent una reacció catalitzada per Pd0.
A pesar de l'entusiasme que desperta aquesta reacció, presenta el gran inconvenient de la toxicitat dels derivats orgànics d'estany i té tendència a ser substituïda per altres mètodes d'acoblament. Poden citar-se, per exemple, la reacció de Kharasch (M = MgX), la de Negishi (M = ZnX), la de Suzuki (M = B(OH)2) i la de Hiyama (M = SiR3). La reacció de Sonogashira també permet acoblar un derivat de iode amb triples enllaços.

## Mecanisme
El mecanisme de la reacció de Stille ha estat ben estudiat. El primer pas en el cicle catalític és la reducció del pal·ladi (II) a l'espècie Pd0. Tot seguit es fa l'addició oxidant de l'halur d'alquil. Aquesta espècie reaccionarà amb l'estany intercanviant la cadena alifàtica unida a l'estany per l'halur coordinat al Pd. Quan les dues cadenes estiguin en posició cis es produirà la transmetal·lació seguida de l'eliminació reductora d'aquest compost i deixant el Pd llest per continuar el cicle catalític.
Espècies químiques de Pd emprades: Pd(PPh₃)₄, PhCH₂Pd(PPh₃)₂Cl
Grups R1: vinils, enils, arils, al·lils, benzils, alquils
Grups R₂: acils, enils, al·lils, benzils, arils
Grups X:Cl, Br, I, OAc, OSO₂ sat-fluorocarbó